# Josh Hutcherson
Joshua Ryan Hutcherson (født 12. oktober 1992) er en amerikansk skuespiller. Han begyndte sin karriere som 9-årig og har medvirket i film som Little Manhattan (2005), Kicking & Screaming (2005), Zathura – et eventyr i rummet (2005), RV (2006), Terabithia - et hemmeligt land (2007), Rejsen til jordens indre (2008) og The Kids Are All Right (2010).
Hutcherson fik sit første store gennembrud i 2008 med filmen Rejsen til jordens indre, men han er mest berømt for sin rolle som bagersønnen Peeta Mellark i The Hunger Games, hvor han spiller overfor Jennifer Lawrence, Liam Hemsworth og Woody Harrelson.

## Privatliv
Hutcherson har datet Vanessa Hudgens. I januar 2012 afslørede Hutcherson og Hudgens, at de nu blot er "gode venner". Han begyndte at date Claudia Traisac i 2013 under indspilningen af Escobar: Paradise Lost.
Hutchersons hobbyer og interesser under opvæksten inkluderede biler, bowling, fodbold, konkurrerer i triatlon, guitarspil, sangskrivning, basketball og klatring.
Hutcherson er fan af Justin Timberlake og havde som barn farvet spidserne af sit hår for at matche Timberlakes daværende udseende. Han har også nævnt skuespilleren Jake Gyllenhaal som inspiration.
Hutcherson er fra det nordlige Kentucky og har været livslang fan af både Kentucky Wildcats og Cincinnati Reds. Han blev opfordret til at kaste den ceremonielle åbningsræv ved Reds' kamp mod Miami Marlins den 7. april 2012.
Hutcherson er medstifter af gay-straight alliance-kampagnen "Straight But Not Narrow" med Avan Jogia. To af hans onkler var homoseksuelle og døde i deres tidlige tredivere af AIDS omkring den tid, da han blev født. I april 2012 blev han den yngste modtager af Vanguard Award fra GLAAD, givet for at fremme rettigheder for LGBT-personer. Med hensyn til sin seksualitet fortalte han til Out i oktober 2013, at han betragter sig selv som heteroseksuel, men han tror ikke på, at man skal lade sig begrænse af etiketter.

## Filmografi
| År   | Titel                                    | Rolle                   | Noter                              |
| ---- | ---------------------------------------- | ----------------------- | ---------------------------------- |
| 2003 | American Splendor                        | Robin                   |                                    |
| 2004 | Motocross Kids                           | TJ                      |                                    |
| 2004 | The Polar Express                        | Young Hero Boy          | Additional motion capture only     |
| 2005 | One Last Ride                            | Joey                    |                                    |
| 2005 | Kicking & Screaming                      | Bucky Weston            |                                    |
| 2005 | Howl's Moving Castle                     | Markl                   | Voice role; English version        |
| 2005 | Little Manhattan                         | Gabriel "Gabe" Burton   |                                    |
| 2005 | Zathura: A Space Adventure               | Walter Budwing          |                                    |
| 2006 | RV                                       | Carl Munro              |                                    |
| 2007 | Bridge to Terabithia                     | Jesse Aarons            |                                    |
| 2007 | Firehouse Dog                            | Shane Fahey             |                                    |
| 2008 | Winged Creatures                         | Jimmy Jaspersen         |                                    |
| 2008 | Journey to the Center of the Earth       | Sean Anderson           |                                    |
| 2009 | Cirque du Freak: The Vampire's Assistant | Steve "Leopard" Leonard |                                    |
| 2010 | The Kids Are All Right                   | Laser Allgood           |                                    |
| 2010 | The Third Rule                           | Chuck                   | Short film                         |
| 2011 | Detention                                | Clapton Davis           | Also executive producer            |
| 2012 | Journey 2: The Mysterious Island         | Sean Anderson           |                                    |
| 2012 | The Hunger Games                         | Peeta Mellark           |                                    |
| 2012 | 7 Days in Havana                         | Teddy Atkins            |                                    |
| 2012 | The Forger                               | Joshua Mason            | Also executive producer            |
| 2012 | Red Dawn                                 | Robert Kitner           |                                    |
| 2013 | Epic                                     | Nod                     | Voice role                         |
| 2013 | The Hunger Games: Catching Fire          | Peeta Mellark           |                                    |
| 2014 | The Hunger Games: Mockingjay – Part 1    | Peeta Mellark           |                                    |
| 2015 | Escobar: Paradise Lost                   | Nick Brady              | Also executive producer            |
| 2015 | The Hunger Games: Mockingjay – Part 2    | Peeta Mellark           |                                    |
| 2015 | The Rusted                               | Max                     | Short film Also executive producer |
| 2016 | In Dubious Battle                        | Vinnie                  |                                    |
| 2017 | Ape                                      | Travis Wilker           | Short film Also director           |
| 2017 | The Disaster Artist                      | Philip Haldiman         |                                    |
| 2017 | Tragedy Girls                            | Toby Mitchell           |                                    |
| 2018 | Elliot the Littlest Reindeer             | Elliot                  | Voice role                         |
| 2019 | Burn                                     | Billy                   |                                    |
| 2022 | Across the River and into the Trees      | Jackson                 |                                    |
| 2023 | 57 Seconds                               | Franklin Fausti         |                                    |
| 2023 | Five Nights at Freddy's                  | Mike Schmidt            |                                    |
| 2024 | The Beekeeper                            | Derek Danforth          |                                    |
| TBA  | The Long Home                            | Nathan Winer            | Unreleased                         |
| TBA  | Littlemouth                              | TBA                     | Post-production                    |

### Television
| År        | Titel                    | Rolle                      | Noter                                                 |
| --------- | ------------------------ | -------------------------- | ----------------------------------------------------- |
| 2002      | Becoming Glen            | Young Glen                 | Pilot episode                                         |
| 2002      | House Blend              | Nicky Harper               | Pilot episode                                         |
| 2002      | ER                       | Matt                       | Episode: "First Snowfall"                             |
| 2003      | The Division             | Matthew Inwood             | Episode: "Till Death Do Us Part"                      |
| 2003      | Miracle Dogs             | Charlie Logan              | Television film                                       |
| 2003      | Wilder Days              | Chris Morse                | Television film                                       |
| 2003      | Line of Fire             | Donny Rawlings             | Episode: "Take the Money and Run"                     |
| 2004      | Eddie's Father           | Eddie Corbett              | Pilot episode                                         |
| 2004      | Party Wagon              | Toad E. Bartley            | Voice role, television film                           |
| 2004      | Justice League Unlimited | Van-El / young Bruce Wayne | Voice role, episode: "For the Man Who Has Everything" |
| 2010      | The Third Rule           | Chuck                      | Short film                                            |
| 2012      | Punk'd                   | Himself                    | Episode: "Lucy Hale"                                  |
| 2013      | Saturday Night Live      | Host                       | Episode: "Josh Hutcherson / Haim"                     |
| 2014      | Face Off                 | Guest judge                | Episode: "Let the Games Begin"                        |
| 2017–2020 | Future Man               | Josh Futturman             | Main role Also producer                               |
| 2019–2023 | Ultraman                 | Shinjiro Hayata            | Voice role; 2019 ONA English version                  |
| 2019      | Paquita Salas            | Ryan                       | Episode: "Regional Dances"                            |

### Musikvideoer
| År   | Video         | Kunstner                            | Notes                        |
| ---- | ------------- | ----------------------------------- | ---------------------------- |
| 2016 | "Middle"      | DJ Snake featuring Bipolar Sunshine |                              |
| 2018 | "Worst Nites" | Foster the People                   | Co-directed with Mark Foster |